# امیل دانوئن
امیل دانوئن (به فرانسوی: Émile Danoën) نویسنده قرن بیستم میلادی اهل فرانسه بود.